# Червона черепаха
«Червона черепаха» (фр. La Tortue rouge, яп. レッドタートル ある島の物語) — анімаційний драматичний фільм, знятий Мікаелем Дюдок де Вітом у копродукції Франції, Бельгії та Японії. Світова прем'єра стрічки відбулась 18 травня 2016 року на Каннському кінофестивалі. Фільм розповідає про чоловіка, який намагається втекти з безлюдного острова, але йому заважає гігантська червона черепаха.

## Нагороди та номінації
| Список нагород та номінацій | Список нагород та номінацій | Список нагород та номінацій                     | Список нагород та номінацій | Список нагород та номінацій | Список нагород та номінацій |
| Кінопремія                  | Дата церемонії              | Категорія                                       | Номінант(и)                 | Результат                   | Дж                          |
| --------------------------- | --------------------------- | ----------------------------------------------- | --------------------------- | --------------------------- | --------------------------- |
| Каннський кінофестиваль     | 22 травня 2016              | Найкращий фільм «Особливого погляду»            | «Червона черепаха»          | Номінація                   |                             |
| Каннський кінофестиваль     | 22 травня 2016              | Спеціальний приз журі «Особливого погляду»      | «Червона черепаха»          | Перемога                    |                             |
| Каннський кінофестиваль     | 22 травня 2016              | «Золота камера» за найкращий дебютний фільм     | «Червона черепаха»          | Номінація                   |                             |
| Премія «Люм'єр»             | 30 січня 2017               | Найкращий анімаційний фільм                     | «Червона черепаха»          | Номінація                   | [ 4 ]                       |
| Премія «Люм'єр»             | 30 січня 2017               | Найкраща музика до фільму                       | Лорен Перез дель Мар        | Номінація                   | [ 4 ]                       |
| Премія «Магрітт»            | 4 лютого 2017               | Найкращий іноземний фільм спільного виробництва | «Червона черепаха»          | Перемога                    | [ 5 ]                       |
| Премія «Магрітт»            | 4 лютого 2017               | Найкращий звук                                  | Нільс Фот, Петер Солдан     | Перемога                    | [ 5 ]                       |
| Премія «Сезар»              | 24 лютого 2017              | Найкращий анімаційний фільм                     | «Червона черепаха»          | Номінація                   | [ 6 ]                       |